# Tubuai

A Tubuai Franciaországhoz tartozó Csendes-óceáni szigetcsoport, és egyúttal főszigetének neve. Ausztrália mellett, Francia Polinéziában található. A fősziget pozíciója: d. sz. 23° 23′ 00″, ny. h. 149° 27′ 00″23.383333°S 149.450000°W. (Tahititől 640 km délre található.) 
Területe 45 km², lakossága 2049 fő. Franciaország 1881-ben annektálta.
1. ↑  https://www.insee.fr/fr/statistiques/6689891?sommaire=2122700